# رندی هلر
رندی هلر (انگلیسی: Randee Heller؛ زادهٔ ۱۰ ژوئن ۱۹۴۷ ) یک هنرپیشه اهل ایالات متحده آمریکا است. وی از سال ۱۹۷۸ میلادی تاکنون مشغول فعالیت بوده‌است.
از فیلم‌ها یا برنامه‌های تلویزیونی که وی در آن نقش داشته است می‌توان به بچه کاراته کار، بچه کاراته کار، قسمت سوم اشاره کرد.